# Desaparición forzada de Pantelhó de 2021
El término desaparición forzada de Pantelhó de 2021 se refiere a hechos ocurridos el día lunes 26 de julio de 2021, en Pantelhó, cabecera del municipio homónimo, en el estado de Chiapas, cuando un grupo de autodefensas denominado El Machete, de ese municipio, arribaron a la población citada y se llevaron a 21 habitantes con el argumento de que buscaban a personas involucradas con el crimen organizado.

## Historia
El Grupo de Autodefensas El Machete está integrado por unos 500 indígenas tsotsiles y tseltales del pueblo de Pantelhó. El Concejo Municipal de Pantelhó, presidido por Pedro Cortés López, considera que los Herrera constituyen una camarilla criminal y caciquil que durante dos decenios controló esa población caficultora de Los Altos de Chiapas, y le atribuyen venta de drogas, despojo de tierras y fincas, y el asesinato de 200 personas. El grupo El Machete señala que los 21 comerciantes de Pantelhó desaparecidos son colaboradores de los Herrera. Asimismo, niega haber intervenido en el secuestro y la desaparición.
Familiares de los desaparecidos se manifestaron el 25 de octubre de 2021 atrás del Palacio de Gobierno de Tuxtla Gutiérrez, la capital de Chiapas, en demanda de ver a sus seres queridos. Afirmaron que a pesar de existir la carpeta de investigación número 323, las autoridades no han hecho su trabajo.
El 17 de diciembre de 2021, familiares de los desaparecidos acudieron a las oficinas de la Comisión Estatal de Derechos Humanos de Chiapas (CEDH), en Tuxtla Gutiérrez, acompañados de Wenceslao López Vega, funcionario de la Secretaría General de Gobierno, y ahí, la pantelhoense Francisca Fidencia Morales Monterrosa, de 72 años de edad, acusó del plagio de los 21 a Pedro Cortés López, a quien el Congreso del Estado designó presidente del Concejo Municipal de Pantelhó. La mayoría de los reclamantes siguen refugiados en San Cristóbal de las Casas, porque no hay garantías para regresar a su pueblo.
Familiares de los 21 desaparecidos han declarado que algunos integrantes del grupo armado El Machete les han telefoneado para amenazarlos de muerte, que no hay avances en la búsqueda, y que las autoridades solamente les dan largas.
Luego de cuatro años de la desaparición forzada de 18 ciudadanos, sus familiares siguen sin saber acerca de su paradero. Denuncian que el gobierno estatal no les da informes.